# Charles Loinger
Pour les articles homonymes, voir Loinger.
Charles Loinger (né en 1920 à Strasbourg et mort en avril 2020 en Israël), un plus jeune frère des résistants Georges Loinger et Fanny Loinger est un agronome français, qui se spécialise dans la viticulture en Uruguay avant de faire son Alya en Israël où il a une influence importante sur la viticulture de ce pays.

## Biographie
Charles Loinger est né en 1920 à Strasbourg,  dans une famille de sept enfants, juive orthodoxe, de Mina Werzberg, née en Roumanie et Salomon Loinger, né en Pologne Son père vend des meubles et sa mère est une femme au foyer. 
Il est le frère des résistants Georges Loinger et Fanny Loinger et de Yvette Loinger, la mère de Yardena Arazi.
Tous les enfants Loinger fréquentent, à Strasbourg, la Hatikwa, mouvement de jeunesse sioniste.

### Montpellier
Charles Loinger choisit de devenir agronome, et plus tard se spécialise dans la viticulture. Il fait ses études à Montpellier.

### Seconde Guerre mondiale
À cause de la Seconde Guerre mondiale, il se retrouve en Uruguay. Il y reste 20 ans, devenant un expert en viticulture,
Charles Loinger note en 2018: ""Notre famille est l'une des rares qui soient restées entières après la guerre, sauf le père de Marcel Marsault [sic] (Marcel Marceau) qui a été déporté".

### Viticulture en Israël
Charles Loinger a une influence importante sur la viticulture en Israël,.

## Monsieur Chouchani
Salomon Malka dans sa biographie de Monsieur Chouchani note: "C'est Charles Loinger, responsable d'une société coopérative vigneronne à Richon-le-Tzion, qui, ayant fréquenté Chouchani avant guerre à Strasbourg et après guerre en Uruguay, atteste qu'il y a toujours eu des rumeurs quant à ses origines juives.